# Bartramia alaris
Bartramia alaris är en bladmossart som beskrevs av Hugh Neville Dixon och George Osborne King Sainsbury 1933. Bartramia alaris ingår i släktet äppelmossor, och familjen Bartramiaceae. Inga underarter finns listade i Catalogue of Life.